# Lucius Accius
Lucius Accius (* um 170 v. Chr. bei Pesaro, Marken; † um 90 v. Chr.) war ein römischer Tragödiendichter. Er entstammte einer Freigelassenenfamilie; sein genaues Todesjahr ist zwar unbekannt, er muss jedoch ein hohes Alter erreicht haben, da Cicero (106–43 v. Chr.) in Brutus davon berichtet, sich mit ihm über Literatur unterhalten zu haben.
Accius war ein überaus produktiver Dichter, der hohes Ansehen genoss (Horaz, Epistulae, ii. i, 56; Cicero, Pro Plancio, 24). Die Titel und etwa 700 fragmentarische Zeilen von zirka 50 seiner Stücke sind erhalten geblieben. Meist übertrug er Tragödien (Fabulae crepidatae) aus dem Griechischen, wobei die Legenden um den Trojanischen Krieg, etwa sein armorum iudicium, und die Mythen um Pelops bevorzugte Themen waren. Seine Dramen Brutus und Decius dagegen wurden von der römischen Geschichte inspiriert, so handelten sie von der Vertreibung des letzten der sieben legendären römischen Könige, Lucius Tarquinius Superbus, oder von dem Konsul Publius Decius Mus, der sich in der Schlacht bei Sentino für sein Heer geopfert haben soll. Die erhaltenen Textfragmente sind kraftvoll in ihrer Sprache und voller lebendiger Beschreibungen verfasst(vgl. Ovid Amores I,15.19).
Außerdem behandelte er grammatische, literarhistorische und antiquarische Fragen nach der Mode seiner Zeit in unterschiedlichen metrischen Formen (beispielsweise in den Didascalica und Pragmatica dramatische Poesie und Bühnenwesen). Parerga and Praxidica handeln von der Landwirtschaft.
Die Urheberschaft eines Sprichwortes, das später das Motto Caligulas werden sollte, wird ihm zugesprochen: „Oderint dum metuant“ (Sie mögen (mich) hassen, solange sie (mich) nur fürchten).

## Ausgaben und Übersetzungen
- Jacqueline Dangel (Hrsg.): Accius: Œuvres (fragments). Les Belles Lettres, Paris 1995, ISBN 2-251-01383-0 (kritische Edition mit französischer Übersetzung und Kommentar)
- Anna Resta Barrile (Hrsg.): Lucio Accio: Frammenti dalle tragedie e dalle preteste. Zanichelli, Bologna 1987 (unkritische Ausgabe mit italienischer Übersetzung)
- Quirino Franchella (Hrsg.): Lucii Accii tragoediarum fragmenta. Compositori, Bologna 1968 (kritische Edition mit italienischer Übersetzung)
- Vincenzo D'Antò (Hrsg.): L. Accio: I frammenti delle tragedie. Milella, Lecce 1980, ISBN 88-7048-011-9 (kritische Edition mit ausführlichem Kommentar)
- Giampiero Scafoglio (Hrsg.): L'Astyanax di Accio. Saggio sul background mitografico, testo critico e commento dei frammenti. Latomus, Bruxelles 2006, ISBN 2-87031-236-9 (ausführliche Einführung, kritische Edition und Kommentar)
- Jochen Schultheiß (Hrsg.): Tragicorum Romanorum Fragmenta. Band 4: Accius. Vandenhoeck & Ruprecht, Göttingen 2023, ISBN 978-3-525-25031-0.